# Pervâneoğulları

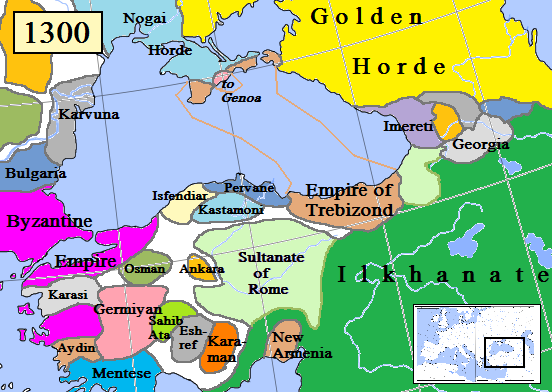
Beylik di Pervane (blu scuro) nel 1300.

I Pervâneoğulları formarono una piccola ed effimera dinastia beylicale che regnarono su Sinope e la sua regione dal 1277 fino al 1322 quando furono soppiantati dagli Jandaridi (Candaroğulları).

## Storia
Il capostipite della dinastia è Muʿīn al-Dīn Sulaymān, Visir degli ultimi Sultani Selgiuchidi del Sultanato di Rum a partire da Kay Khusraw II prima del 1243 e della Battaglia di Köse Dağ, fino al 1277 quando fu assassinato per ordine dell'Ilkhan Abaqa.
 
Dopo la morte di Mu'in al-Din Sulayman (Muiniddin Süleyman), Sâhib Ata che era già stato un Visir di Kaykaus II verso il 1250, diventa il nuovo Visir. 
Dopo la presa del potere da parte di Kiligi Arslan IV nel 1261, Muʿīn al-Dīn Sulaymān aveva preso il titolo di « Pervane » (ordine) che dà il nome alla dinastia.
Fino a quando non viene giustiziato nel 1277, i suoi figli hanno formato un piccolo beylikato a Sinope e Tokat lungo la costa del Mar Nero e nei paesi limitrofi dove Pervane aveva dei possedimenti personali.

### Successori
Muineddin 
(Mehmed) è figlio di Pervane (Muʿīn al-Dīn Sulaymān), che lo ha designato come governatore di Sinope poco dopo la riconquista contro l'impero greco di Trebisonda nel 1261. 
Il beylikato proclamò l'indipendenza dopo la morte di Pervane.
Suo figlio Muhazzebeddin Mesud (Mahmud) (Mas'ud Bey) gli succedette con il titolo di emiro, rimanendo un vassallo dei Mongoli.
Nel 1322, con Gazi Chelebi, ultimo rappresentante della dinastia, il beylikato diventa una vera potenza navale sul mar Nero. 
Le navi di Sinope effettuano spedizioni contro i possedimenti dei Genovesi, la Crimea e contro il vicino Impero greco di Trebisonda. 
Nel 1322, Gazi Çelebi morì senza lasciare eredi maschi. 
Sinope passò allora nelle mani degli Jandaridi.

## La dinastia

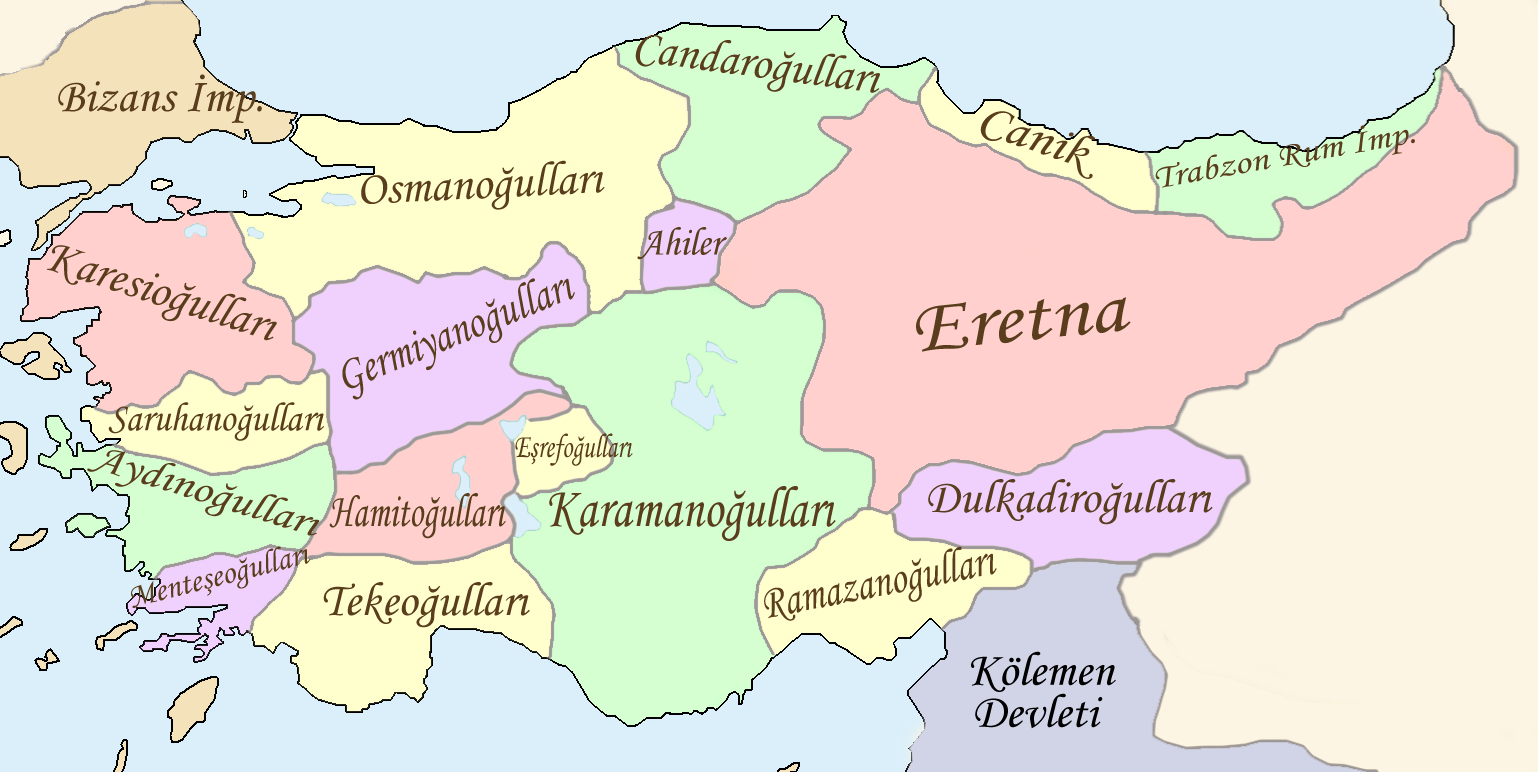
Carta dei beylikati d'Anatolia formatisi dopo la Battaglia di Köse Dağ.

| ~1240-1277 | Mu`in ad-Dîn Suleyman « Pervane »                      | Muineddin Süleyman « Pervane »                         |                                                        | Capostipite della dinastia.                            |
| 1277-1297  | Mu'in ad-Din Muhammad                                  | Muineddin Mehmed                                       | Pervane                                                | Fondatore del beylikato di Sinope.                     |
| 1297- ?    | Muhadhdhib al-Dîn Mas`ûd                               | Muhazzebeddin Masud                                    | Mehmed                                                 |                                                        |
| ? -1322    | Ghâzî Chelebi                                          | Gazi Çelebi                                            | Masud                                                  |                                                        |
| 1322       | Annessione al beylikato di Jandaridi (Candaroğulları). | Annessione al beylikato di Jandaridi (Candaroğulları). | Annessione al beylikato di Jandaridi (Candaroğulları). | Annessione al beylikato di Jandaridi (Candaroğulları). |